# Холодный юпитер

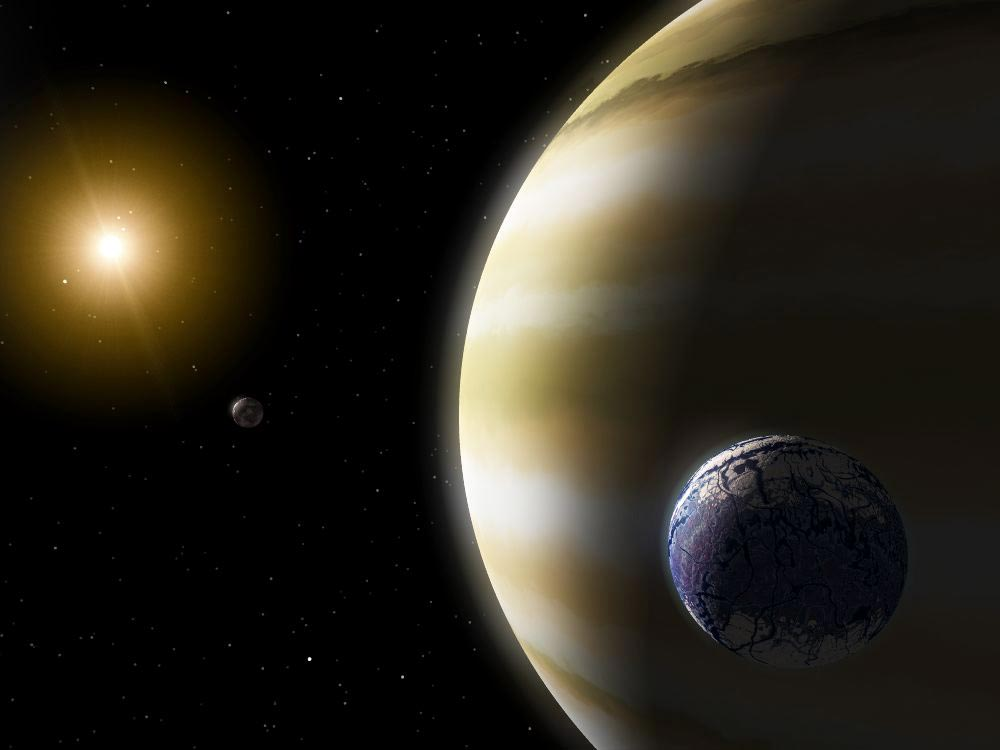
Художественное изображение холодного юпитера.

Холодный юпитер — класс экзопланет-гигантов с массой около массы Юпитера и находящихся на таком расстоянии от своей звезды, что большую часть тепла планета получает в результате внутренних процессов, а не от звезды. Орбита такой планеты находится на большом расстоянии от звезды. Иногда этот класс экзопланет называют двойниками Юпитера.
Типичными представителями планет являются Юпитер и Сатурн в Солнечной системе и как следствие являются эталонными образцами. По классификации Сударского, к этому классу относятся планеты класса I.
Известных внесолнечных планет этого класса немного, так как большое расстояние до звезды (или малая светимость звезды — другое условие) делает трудным их обнаружение.

## Вероятные представители
- 47 Большой Медведицы b
- 47 Большой Медведицы c
- 47 Большой Медведицы d
- Эпсилон Эридана b
- HD 190360 c
- OGLE-2006-BLG-109L b
- OGLE-2006-BLG-109L c
- VB 10 b
- HD 37605 c
- 51Eri b[2]
- HD 204941 b[3]

## Внешние ссылки
- Rodriguez, Joshua. Planet-hunting method succeeds at last. Planet Quest. NASA (28 мая 2009). Дата обращения: 7 сентября 2009. Архивировано из оригинала 4 сентября 2009 года.